# Inibitore di corrosione
Un inibitore di corrosione è un composto chimico che, aggiunto in piccole concentrazioni, rallenta la corrosione elettrochimca dei metalli in ambiente acquoso o in presenza di umidità.
Un buon inibitore di corrosione, aggiunto in titolo di ppm, può causare il rallentamento della reazione di corrosione fino a oltre il 95%.
La maggior parte di inibitori agisce rallentando selettivamente una delle due semireazioni elettrochimiche di corrosione: la scarica dell'agente ossidante (semi reazione catodica) o la dissoluzione degli ioni metallici (semi reazione anodica). In quest'ultimo caso è sfruttato il fenomeno di passivazione, che comporta la formazione di uno strato inerte alla corrosione, solitamente costituito da ossido del metallo stesso.

## Inibizione catodica
Un esempio di inibitore catodico sono i sali zinco aggiunti in forma solubile alla fase acquosa.
Il meccanismo di inibizione sfrutta il fenomeno di precipitazione di sali (ossidi o idrossidi) insolubili che, ricoprendo la superficie metallica con un film inerte, la scherma e rallenta la scarica dell'ossigeno disciolto in acqua, o di altri agenti ossidanti e corrosivi. Il film è di discreto spessore, opaco, continuamente rinnovato dalla precipitazione di ulteriori ossidi sulle zone dove perda la sua continuità, dove la semireazione catodica sia favorita e comporti l'innalzamento localizzato del pH.
Altri agenti inibitori catodici sono costituiti da miscele di fosfati (quale, ad esempio, esametafosfato sodico) e di agenti antincrostanti (fosfonati, poliacrilati di sodio, polimaleato di sodio, eccetera) che favoriscono la precipitazione controllata e uniforme di sali di calcio fino a formare un film sottile che agisce analogamente agli ossidi di zinco.

## Inibizione anodica
Sono inibitori anodici quelli che interferiscono con la semi reazione anodica di dissoluzione del metallo, attraverso un agente che possa promuovere e stabilizzare la formazione di uno strato passivo di ossidi del metallo base. Tali agenti possono essere ioni fortemente ossidanti, quali i cromati, i nitrati e i nitriti (solitamente sotto la forma di sali sodici o potassici) o altri agenti che, in presenza di ossigeno atmosferico quale agente ossidante, favoriscano, in adeguate condizioni, la formazione di ossidi passivi (silicati solubili di potassio, molibdati alcalini). Nelle acque utilizzate nei generatori di vapore è utilizzato talvolta perossido di idrogeno (la comune acqua ossigenata) aggiunto come agente ossidante, in dosaggi controllati, dopo la completa rimozione dell'ossigeno disciolto.-
Il film passivo è sottile, brillante, spesso di colorazione caratteristica ed è continuamente rinnovato.

## Inibizione diretta
Si può parlare di inibizione diretta quando l'agente ossidante o riducente che induce alla corrosione viene eliminato completamente: esempio sono l'idrazina e altri agenti desossigenanti (idrochinone, metabisolfito sodico, N,N-dietilidrossilammina) che, solubilizzandosi nell'acqua, riducono il tenore di ossigeno disciolto in essa. Per esempio, la reazione di idrazina con ossigeno porta allo con sviluppo di azoto ed acqua secondo la reazione:N2H4 + O2 = 2H2O + N2
L'utilizzo di idrazina ha subito una forte contrazione a partire dagli anni 80 del secolo scorso a causa della sua pericolosità (l'idrazina è stata riconosciuta come tossica e cancerogena per l'organismo umano, Effetti cancerogeni - IARC: gruppo 2B 
Effetti cancerogeni - ACGIH: gruppo A3 
Effetti cancerogeni - MAK: categoria 2 
Effetti cancerogeni - Unione Europea: categoria 2).
L'inibizione diretta, pur agendo sull'ossidante e riducendone la velocità di scarica come un inibitore catodico (sottraendo l'ossidante), può talvolta favorire lo stabilirsi di condizioni di passività (idrazina sull'acciaio).

## Inibizione organica o filmante
Alcune tipologie di inibitori sono costituite da molecole organiche (ammine alifatiche, poliammine, azoli, tiazoli, eccetera), che agiscono creando sul metallo una sottile pellicola, dinamica, idrofoba che isola il metallo dal contatto con la fase acquosa.
Il film è molto sottile, spesso monomolecolare, e impedisce il bagnamento. Il meccanismo di funzionamento come inibitore è prevalentemente catodico, impedendo la reazione di scarica degli agenti ossidanti.